# Marek Wesoły
Marek Wesoły, nacido el 4 de enero de 1978 en Gostyn, es un ciclista polaco, miembro del equipo CCC-Polsat. Profesional desde 2001 fue Campeón de Polonia en ruta en 2004.

## Palmarés
2003
- 1 etapa de la Carrera de la Solidaridad y de los Campeones Olímpicos

2004
- Campeonato de Polonia en Ruta

2006
- 1 etapa del Dookoła Mazowsza

2007
- 1 etapa del Bałtyk-Karkonosze Tour
- Dookoła Mazowsza, más 3 etapas

2008
- 2 etapas del Tour de Taiwán
- 1 etapa del Bałtyk-Karkonosze Tour
- 2 etapas de la Carrera de la Solidaridad y de los Campeones Olímpicos
- 1 etapa del Dookoła Mazowsza